# قراءة تدريبية
تعد القراءة التدريبية مرحلة مهمة من مراحل إنتاج الفيلم، التلفزيون، الراديو، والمسرح وتحدث عندما يتم إجراء قراءة منظمة حول جدول من السيناريو أو السيناريو من قبل الممثلين الذين يقومون بأداء الدور.
بالإضافة إلى طاقم الممثلين الذين يؤدون الأدوار، عادة ما يحضر جلسة القراءة التدريبية الممولون الرئيسيون أو مديرو الإستديو التنفذيون، والمنتجون، ورؤساء الأقسام، والكتاب، والمخرجون. ومن النادر جدا أن يسمح لأي شخص آخر غير مشترك في هذا الإنتاج بالحضور. وعادة ما تكون هذه هي المرة الأولى التي يتواجد ويتجمع فيها كل شخص مشارك في الإنتاج، ومن التقليدي أن يجلسوا على الطاولة (عادة حلقة من الطاولات، في الواقع) ويسمح للجميع بتقديم أنفسهم من خلال  الاسم والوظيفة. وقد يقوم المخرج بعد ذلك بإلقاء خطاب قصير في الاجتماع الافتتاحي يبين طموحاته للمشروع.
من ناحية أخرى لايجوز توافر ممثلين محترفيين إضافيين لقراءة الأجزاء غير الحوارية في النص مثل  عناوين المشاهد وأحداثها. وعادة ما يتم تحرير هذه الأجزاء من السيناريو بشدة لأغراض القراءة  التدريبية من خلال الحفاظ على وتيرة القراءة.

## في الفيلم
تعد القراءة التدريبة حدثا مهما في عملية الإنتاج لمعظم الأفلام. حيث أنها تعد مؤشر واضح أن جميع العناصر الرئيسية، بما في ذلك طاقم التمثيل، المالية، ورؤساء الأقسام،. هي في مكان وأن ما قبل الإنتاج يكاد يكون كاملا. وغالبا ما تكون المرة الأولى التي يكون فيها النص البرمجي حياة تتجاوز الكلمة المكتوبة، كما أنه فرصة لكل من يشارك في الإنتاج للحصول على نظرة جزئية على الأقل في الطريقة التي يمكن للجهات الفاعلة أن تقترب من أدوارها. وبالإضافة إلى ذلك، فإن القراءة من خلال غالبا ما تكون أداة قوية بشكل مدهش لتحديد مجالات المشكلة في السيناريو. الحوار الخشبي، والمواقف لا يصدق، أو أقسام مملة من الفيلم التي لم يتم تناولها خلال عملية تطوير السيناريو غالبا ما تصبح واضحة خلال القراءة التدريبية.

## قراءة إضافية
- So You Want to be a Theatre Director? (2004) by Stephen Unwin, (ردمك 1-85459-779-5)[4]
- Persistence of Vision: An Impractical Guide to Producing a Feature Film for Under $30,000 (1995), by John Gaspard, Dale Newton, Gaspard Newton, (ردمك 0-941188-23-X)[5]
- Friendly Enemies: Maximizing the Director-actor Relationship (2003), by Delia Salvi, (ردمك 0-8230-7944-9)[6]